# Tam Quốc sử tiết yếu
Tam Quốc sử tiết yếu (tiếng Hàn: 삼국사절요; Hanja: 三國史節要; Romaja: Samguksa-jeoryo) là bộ sử thư biên niên thể được biên soạn năm 1476 (Thành Tông năm 7) bởi văn thần kiêm học giả thời Triều Tiên tiền kỳ là Từ Cư Chánh (徐居正) và Lô Tư Thận (盧思慎). Sách tường thuật lại lịch sử Triều Tiên từ thời Đàn Quân Triều Tiên cho đến khi Tam Quốc diệt vong. Trong tổng số 15 quyển, thì quyển 14 là quan trọng nhất cả về chất lẫn lượng vì nó liệt kê những yếu điểm của Tam Quốc sử ký theo trình tự thời gian. Sách hiện được lưu giữ tại thư viện Khuê Chương Các ở Hàn Quốc.

## Nội dung
- Tiến Tam Quốc sử tiết yếu tiên (進三國史節要箋)
- Tam Quốc sử tiết yếu tự (三國史節要序)